# Mares (Unternehmen)

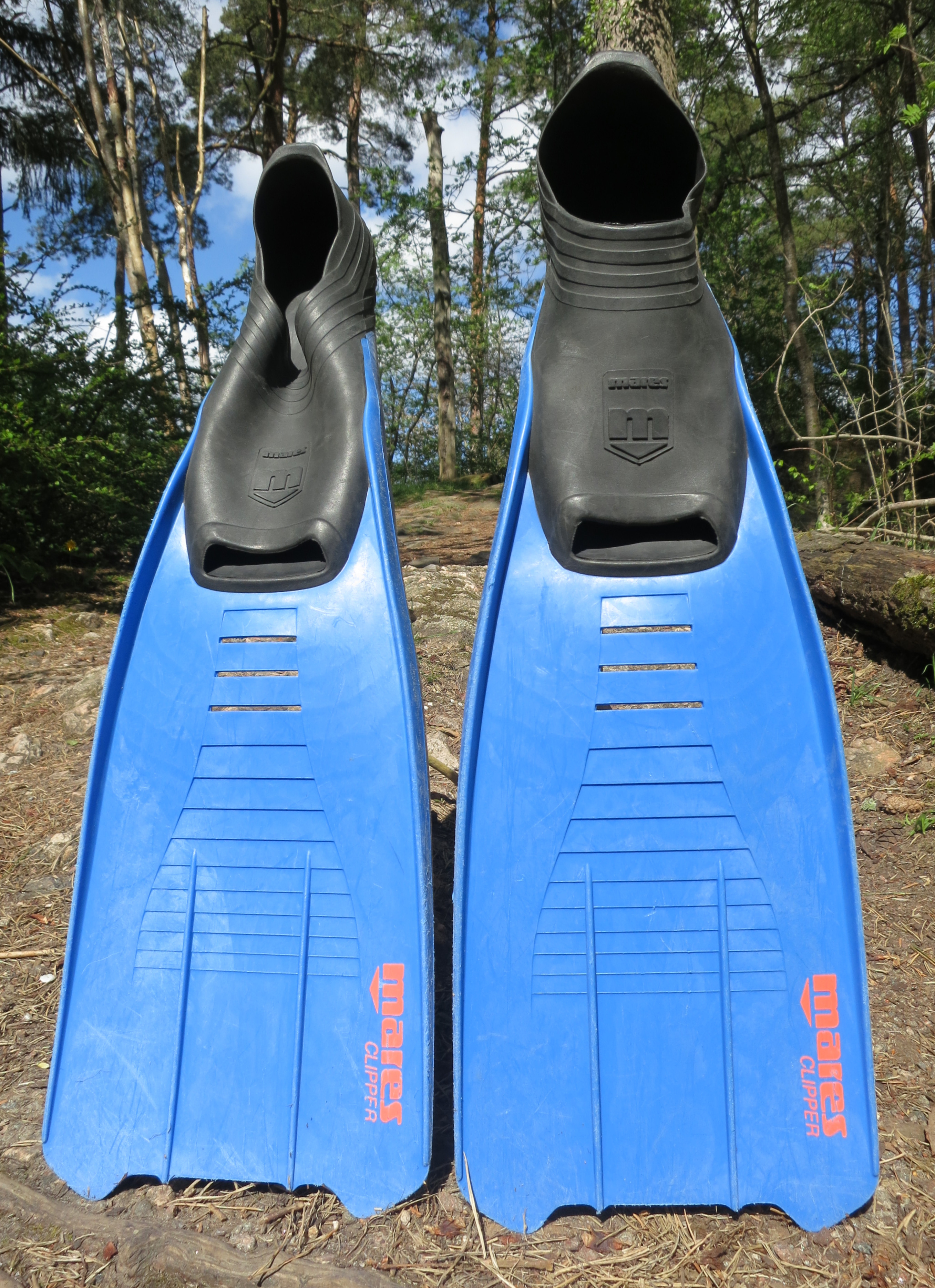
Schwimmflossen von Mares

Mares ist ein Hersteller von Tauchausrüstung. Der Unternehmenssitz befindet sich in Rapallo in Italien. Mares gehört neben anderen Unternehmen wie Tyrolia und Penn Racquet zum Sportartikelhersteller Head.

## Gründung und Unternehmensgeschichte
Der Ursprung des Unternehmens liegt in einem 1949 in Rapallo von dem Italiener Ludovico Mares unter dem Namen Mares Sub gegründeten Unternehmen. Den Zeitumständen und dem damaligen Bild des Tauchsports folgend konzentrierte man sich zunächst auf Ausrüstungsteile für die Unterwasserjagd in italienischen Gewässern. Das Sortiment und der Vertriebsbereich wurden in den folgenden Jahrzehnten erheblich erweitert, so dass das Unternehmen heute weltweit mit seiner breiten Palette von Tauchsportartikeln am Markt ist. Seit dem Verkauf durch Ludovico Mares (1971) wechselte es noch mehrfach den Namen und den Eigentümer (u. a. gehörte es zwischen 1972 und 1990 als AMF Mares zur Austria Tabak) und gehört seit 1996 als eigene Marke zum Head-Konzern, der im Kerngeschäft vorrangig Tennis- und Skiausrüstung herstellt. Am 11. Dezember 2013 gab Head bekannt, dass die Tauchorganisation SSI übernommen wurde und somit Mares und SSI zukünftig gemeinsam am Markt auftreten werden.
Vorstandsvorsitzender von Head ist zurzeit Johan Eliasch, der für den Tauchbereich zuständige Vizepräsident Gerald Skrobanek.